# Rioseco (Valle de Manzanedo)
Rioseco, también conocido como Riosequillo, es una localidad situada en la provincia de Burgos, comunidad autónoma de Castilla y León (España), comarca de Las Merindades, partido judicial de Villarcayo, ayuntamiento de Valle de Manzanedo.

## Geografía
En el Valle de Manzanedo; a 13 km de Villarcayo, cabeza de partido, y a 70 de Burgos. En la carretera BU-V-5741. Autobús, Burgos-Espinosa de los Monteros, en Incinillas, a 3 km.

## Demografía
En 2024 tenía una población de 8 habitantes (INE).
Lugar en el partido de Valle de Manzanedo, uno de los cuatro partidos en que se dividía la Merindad de Valdivielso perteneciente al Corregimiento de las Merindades de Castilla la Vieja. jurisdicción de realengo con regidor pedáneo.
A la caída del Antiguo Régimen queda agregado al ayuntamiento constitucional de Valle de Manzanedo, en el partido de Villarcayo en la región de Castilla la Vieja.

## Parroquia
Iglesia católica de Santa María de Rioseco, dependiente de la parroquia de Manzanedo en el Arcipestrazgo de Merindades, diócesis de Burgos.
En su término se encuentran las ruinas del antiguo Monasterio de Santa María de Rioseco. 